# Michel Rubini
Michel Rubini (Los Angeles, 3 dicembre 1942) è un compositore, arrangiatore e direttore d'orchestra statunitense.
Ha composto musiche per film e serie televisive, tra cui: Miriam si sveglia a mezzanotte e Capitol. 

## Filmografia parziale

### Cinema
- Miriam si sveglia a mezzanotte (The Hunger), regia di Tony Scott (1983)
- Manhunter - Frammenti di un omicidio (Manhunter), regia di Michael Mann (1986)
- I 5 della squadra d'assalto (Band of the Hand), regia di Paul Michael Glaser (1986)
- Nemesis, regia di Albert Pyun (1992)

### Televisione
- Il principe delle stelle (The Powers of Matthew Star) - serie TV, 7 episodi (1982)
- Capitol - serie TV, 1331 episodi (1982-1987)
- I viaggiatori delle tenebre (The Hitchhiker) - serie TV, 23 episodi (1984-1987)
- I racconti della cripta (Tales from the Crypt) - serie TV, 2 episodi (1990)